# Jan Śliwiński (organmistrz)

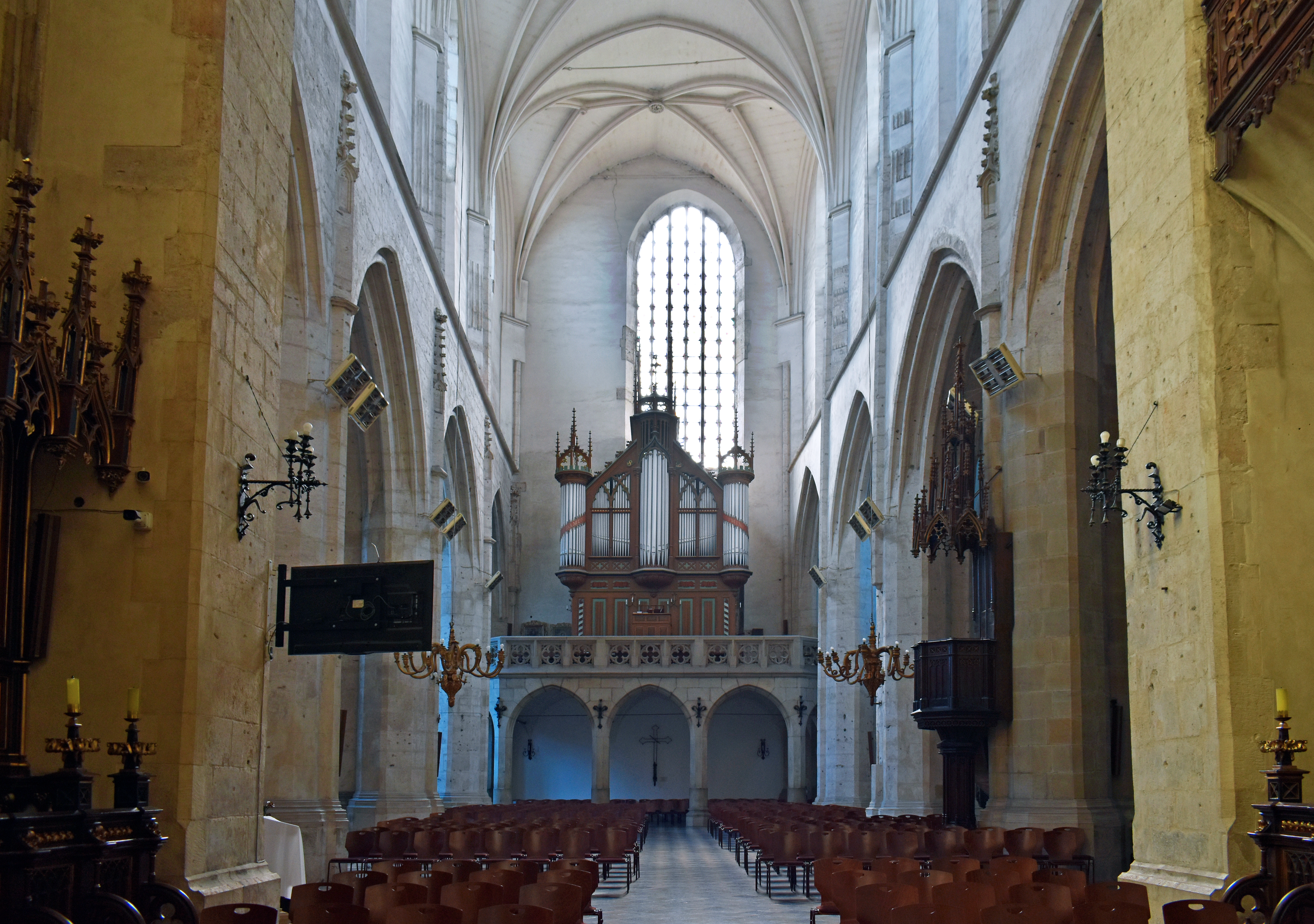
Kraków ul. Augustiańska 7
Kościół św. Katarzyny Aleksandryjskiej i św. Małgorzaty
Organy.

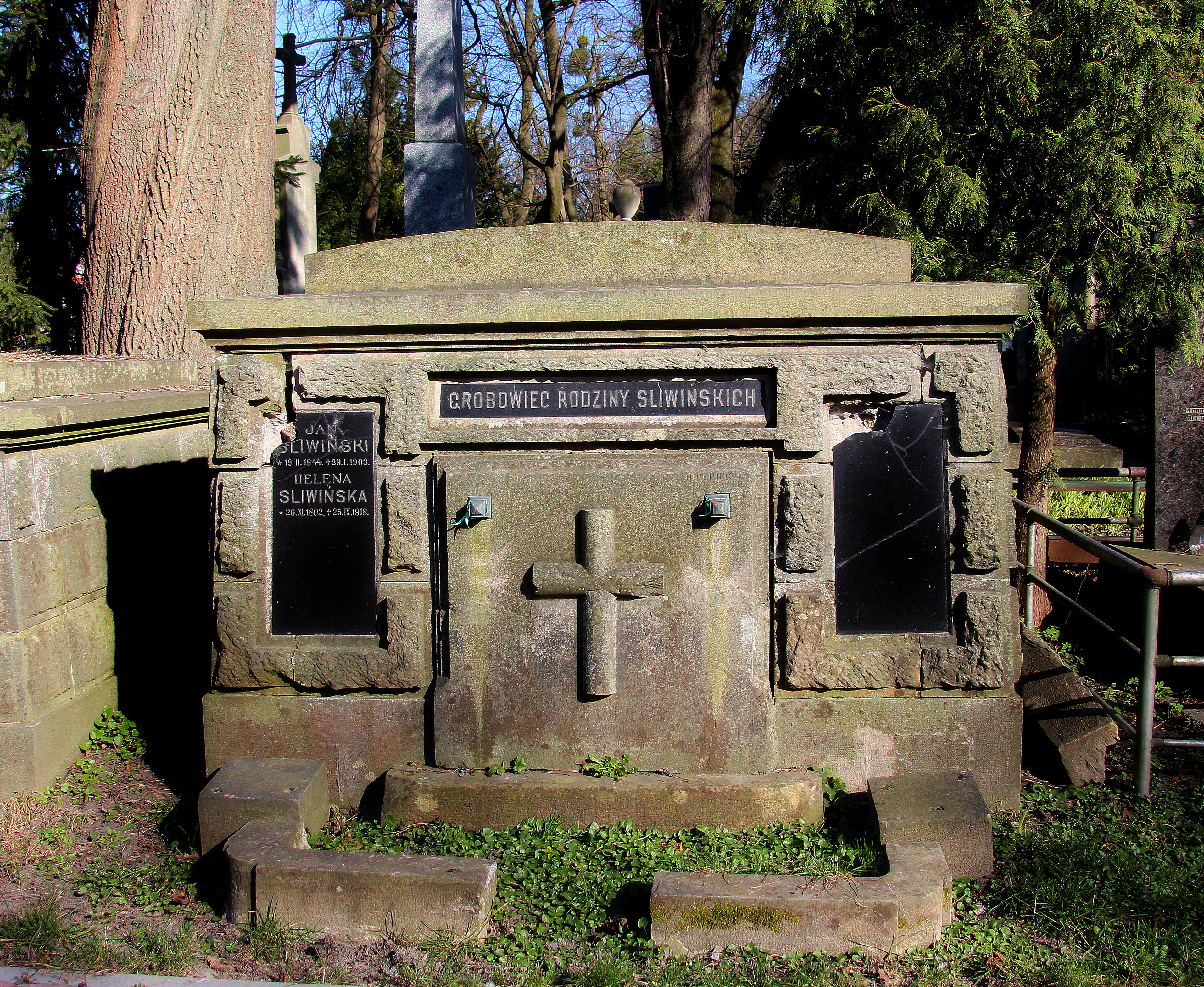
Lwów, Cmentarz Łyczakowski
Grobowiec rodziny Śliwińskich

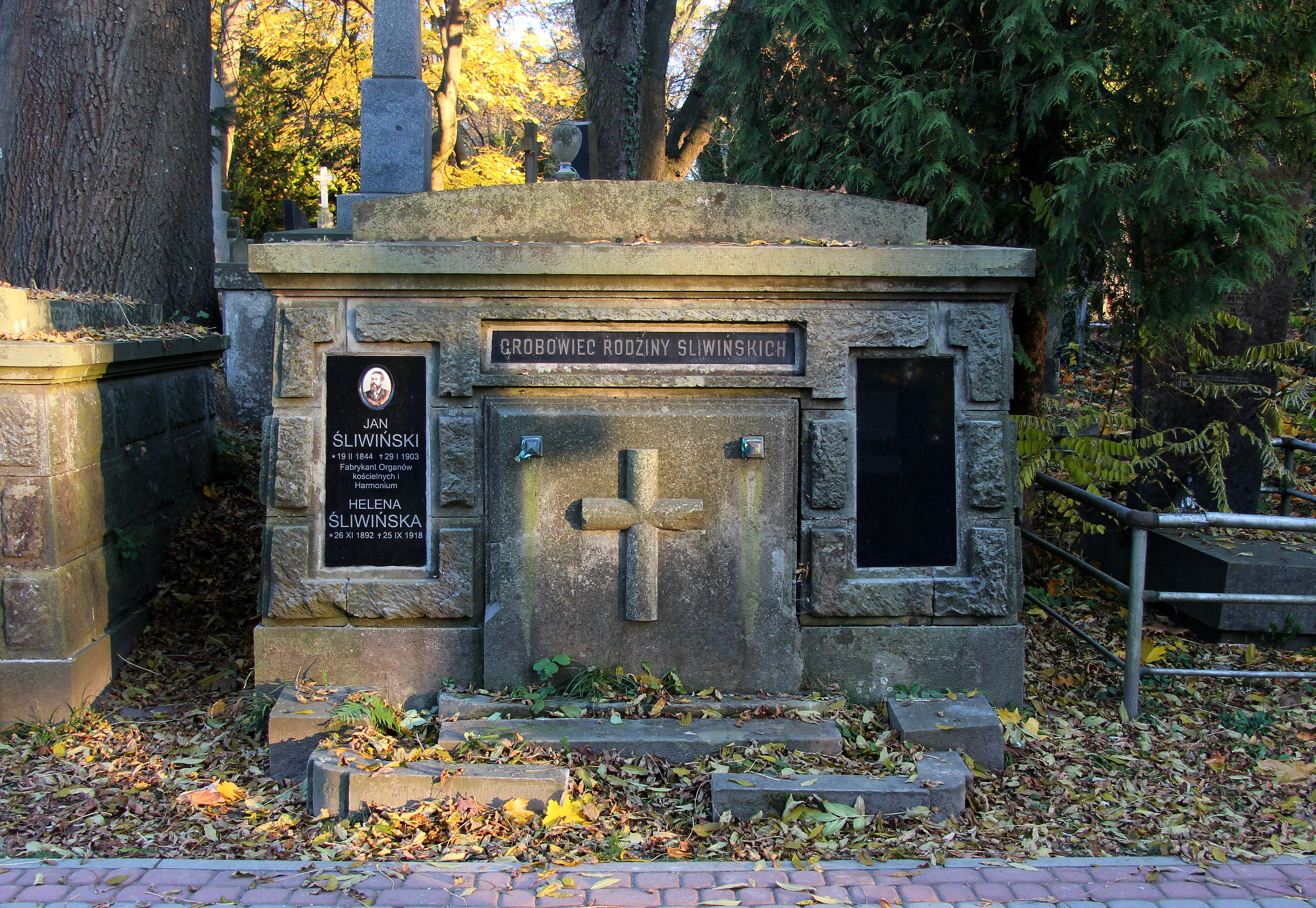

Jan Śliwiński (ur. 19 lutego 1844 w Pistyniu, zm. 29 stycznia 1903 we Lwowie) – polski organmistrz prowadzący we Lwowie w latach 1876–1903 największą wówczas firmę budowy organów w Galicji.
Największym jego dziełem były niezachowane 32-głosowe organy w filharmonii lwowskiej. Największymi istniejącymi jego instrumentami są organy w kościele św. Katarzyny w Krakowie (28 głosów), katedrze zamojskiej (25 głosów), łacińskiej archikatedrze lwowskiej (23 głosy) i kościele parafialnym w Bieczu (22 głosy), a także w kościele Zmartwychwstania Pana Jezusa we Lwowie. Piękne organy Śliwińskiego (obecnie odrestaurowane i rozbudowane o drugi manuał) znajdują się w kościele franciszkanów w Sanoku.
Przez zakład J. Śliwińskiego przewinęło się kilku znanych później organmistrzów – Tomasz Fall, Mieczysław Janiszewski, Rudolf Haase, Bronisław Markiewicz, Wacław Biernacki.